# Dicționarul Limbii Române
Dicționarul Limbii Române (Le Dictionnaire de langue roumaine), DLR abrégé, également appelé Thesaurus Dictionnaire de la langue roumaine, est le plus important travail lexicographique de la langue roumaine, développé sous l'égide de l'Académie roumaine pendant plus d'un siècle. Il a été compilé et édité en deux étapes (connus sous la série de la marque au cours de 1906 à 1944 DA et nouvelle série, DLR, de 1965 à 2010), en 37 volumes et contient environ 175.000 mots et de variations, avec plus de 1.300.000 citations. Le développement de la version électronique a été faite en 2007-2010.
Ce dictionnaire par la taille et la perspective lexicographique approche est similaire aux grands dictionnaires de la lexicographie du monde: Trésor de la langue française,  Oxford English Dictionary (OED), Dictionnaire de Grimm etc.,